# ارمینیو فاوالی
ارمینیو فاوالی (انگلیسی: Erminio Favalli; ۲۹ ژانویهٔ ۱۹۴۴ – ۱۸ آوریل ۲۰۰۸) بازیکن فوتبال اهل ایتالیا بود.
از باشگاه‌هایی که در آن بازی کرده‌است می‌توان به باشگاه فوتبال اینتر میلان، باشگاه فوتبال یوونتوس، باشگاه فوتبال کرمونزه، باشگاه فوتبال فوجا، و باشگاه فوتبال پالرمو اشاره کرد.